# Fryderyka Elkana
Fryderyka Elkana (właśc. Fryderyka Judkowska, ur. 4 grudnia 1942 w Aczyńsku w ZSRR, obecnie Rosja) – polska piosenkarka i wokalistka jazzowa działająca w Polsce i we Francji; także aktorka niezawodowa. Absolwentka warszawskiej Średniej Szkoły Muzycznej w klasie śpiewu. Wykonywała zarówno standardy jazzowe, jak i utwory z repertuaru polskiej muzyki rozrywkowej.

## Działalność muzyczna
Karierę rozpoczęła pod koniec lat 50. w zespołach Polskiego Radia m.in. w Orkiestrze Tanecznej Polskiego Radia prowadzonej przez Edwarda Czernego. W 1961 dołączyła do kabaretu warszawskiego klubu studenckiego Stodoła. Również w tym roku wystąpiła na Festiwalu  Kabaretów Studenckich w Częstochowie, gdzie zdobyła I nagrodę. Potem zdobyła popularność i uznanie jurorów występami na festiwalach w Opolu i Sopocie.
W 1964 wyjechała do Francji, gdzie występowała w paryskiej Olympii oraz nagrała płytę w języku francuskim (dla wytwórni Barclay). Koncertowała w wielu krajach, m.in. w Belgii, Bułgarii, Rumunii, ZSRR.
Kolejnym etapem w karierze piosenkarki było nawiązanie współpracy ze Swingtetem Janusza Zabieglińskiego, w którym śpiewała jako wokalistka jazzowa.
Potem w takim samym charakterze współpracowała z zespołami Zbigniewa Namysłowskiego, Włodzimierza Nahornego oraz Andrzeja Kurylewicza. Z tym ostatnim wystąpiła na Międzynarodowym Festiwalu Muzyki Jazzowej Jazz Jamboree '66 w Warszawie. Współpracowała także z Urszulą Dudziak. W kolejnym roku na festiwalu tym wystąpiła z Big Bandem PRiTV pod dyrekcją Bogusława Klimczuka.
W 1969 wraz z mężem - karykaturzystą Januszem „Mayk” Majewskim wyemigrowała do Szwecji i zakończyła działalność estradową. Polskę odwiedziła w roku 2002.

### Nagrody
- 1961 – I nagroda na Festiwalu  Kabaretów Studenckich w Częstochowie
- 1963 – wyróżnienie na KFPP w Opolu za piosenkę Czarna Mańka
- 1964 – wyróżnienie na KFPP w Opolu za utwór Znad białych wydm

### Dyskografia

#### Solowa
- 1964 Fryderyka Elkana (EP, Pronit N-0317)
- 1965 Fryderyka Elkana (EP, Muza N-0340)

#### Składanki
- 1961 Dla każdego coś miłego (LP, Pronit L-0303)
- 1962 (EP, Veriton V-263)
- 1965 Fryderyka Elkana / Hanna Rek (SP, Muza SP-121)
- 1965 Rytmy młodych (LP, Pronit XL-0244)
- 1967 Opole '67 (LP, Muza XL-0421)
- 197? Z archiwum Veritonu (2) Modne rytmy – Retro (LP, Veriton SXV-802)
- 1975 Goniąc kormorany – Przeboje Andrzeja Tylczyńskiego (LP, Pronit SX-1168)
- 1991 Pójdę wszędzie z tobą – Piosenki z lat 1961–1964 (LP, Muza SX-2978)
- 1997 Agnieszka Osiecka – Pięć oceanów (CD)
- 1999 Złote lata – Polskie przeboje lat 50. i 60. (5 CD-box, Soundpol/Przegląd „Reader’s Digest”, SPR CD 007-011)

### Wybrane piosenki
- Bei mir bist du schön (duet z Urszulą Dudziak)
- Czarna Mańka
- Deszczowy koncert
- Gonią wilki za owcami
- Koci twist
- Kolorowa cza-cza
- List z Majorki
- Nie pisz do mnie więcej
- Piosenka z przedmieścia
- Trudniej wierną być w sobotę
- We wtorek o szóstej
- Zielone liście drzew
- Znad białych wydm

## Filmografia
- 1964 – Pierwszy, drugi, trzeci... (wykonanie muzyki)
- 1969 – Koncert na 707 ulic (obsada aktorska)

## Teatr Telewizji
- 1964 – Elza – jako Wykonawczyni piosenki (reż. Adam Hanuszkiewicz)
- 1969 – Makbet – jako Wiedźma (reż. Andrzej Wajda)